# Adelphomyia simplicistyla
Adelphomyia simplicistyla là một loài ruồi trong họ Limoniidae. Chúng phân bố ở miền Cổ bắc.